# Mount Macedon
Mount Macedon è una cittadina sita a 64 km a nordovest di Melbourne nello Stato australiano di Victoria. È situata sul fianco della montagna omonima, ma chiamato Geboor dagli aborigeni Wurundjeri, che si eleva a 1001 metri sul livello del mare. Al censimento del 2006, Mount Macedon aveva una popolazione di 1 694 abitanti. Mount Macedon è meglio nota per la sua collezione di giardini del XIX secolo e associate case stravaganti che è considerata una della più importanti collezioni di questo tipo in Australia.
La comunità di Mount Macedon fu largamente costituita da una ricca élite di Melbourne nell'immediato periodo successivo alla corsa all'oro della metà del XIX secolo che la sfruttava come luogo di riposo estivo. L'Ufficio Postale fu aperto il 18 luglio 1870, noto come Upper Macedon fino al 1879 e Macedon Upper fino al 1936. Un precedente (1843) ufficio postale Mount Macedon fu rinominato Kyneton.
Originariamente avvistato da Hume e Hovell nel 1824 durante il loro viaggio verso Port Philip dal Nuovo Galles del Sud che lo chiamarono Mount Wentworth, fu rinominato Mount Macedon dall'esploratore Maggiore Thomas Mitchell che lo scalò nel 1836. LO chiamò così in onore di Filippo II di Macedonia per il fatto di essere riuscito a vedere Port Philip dalla sua cima. Diversi altri luoghi geografici lungo il percorso della sua terza spedizione 'Australia Felix' presero il nome dal personaggi della Grecia Antica e della Mitologia Greca compresi il vicino Fiume Campaspe (Campaspe River) e Monte Alessandro (Mount Alexander) nei pressi di Castlemaine (che prese il nome da Alessandro il Grande). Hanging Rock venne inizialmente chiamato Monte Diogene (Mount Diogenes) dal Maggiore Mitchell, che era noto per il suo grande amore per la storia della Grecia Antica.
A causa della sua altezza relativamente elevata, (il villaggio di Mount Macedon si trova a circa 620 metri sul livello del mare), l'area presenta temperature molto più basse della media relativa della vicina Melbourne. L'area ha anche abbondanti precipitazioni rispetto alle pianure circostanti e all'area di Melbourne. Questa combinazione di fattori geografici hanno contribuito alla reputazione della città come luogo turistico. I giardini e le case di Mount Macedone sono ben note per la loro grande ampiezza. Molti di questi giardini contengono collezioni di piante esotiche che sono rare in cattività.

## Attrazioni

### Memorial Cross

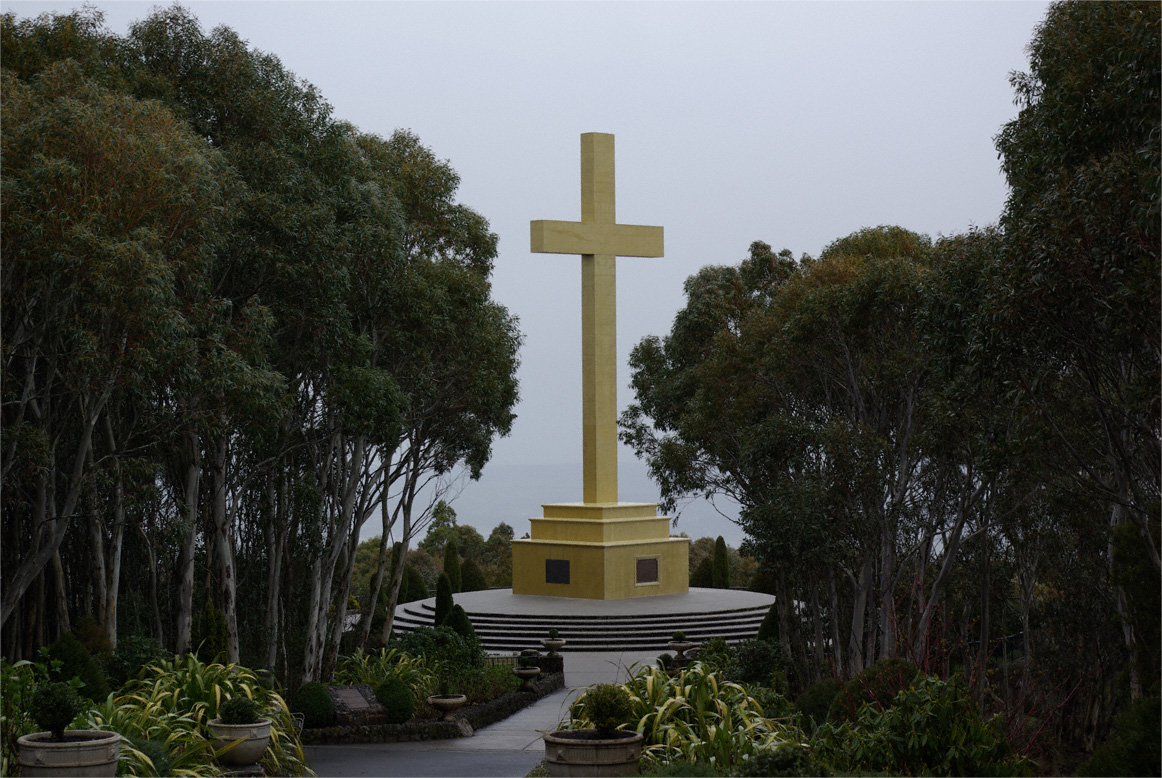
Macedon Memorial Cross

Una della maggiori attrazioni di Mount Macedon è la Croce della memoria (Memorial Cross) alta 21 metri e in prossimità della cima della montagna. Questa struttura fu eretta dall'ex presidente William Cameron nel 1935 in memoria dei caduti della prima guerra mondiale. La veduta dalla cima di Mount Macedon è spettacolare e spazia sulla città di Melbourne, i Dandenong Ranges e i You Yangs nei pressi di Geelong.

### Foreste
Un'altra attrazione dell'area di Mount Macedon sono le vaste foreste native che ricoprono la montagna e circondano la città. Gran parte della foresta su Mount Macedon consiste di sclerofille più comunemente associate alle regioni ad est di Melbourne. L'Eucalyptus delegatensis cresce qui all'estremità occidentale della foresta mentre l'Eucalyptus regnans a quella nordoccidentale, l'Eucalyptus pauciflora può essere reperito sulle cime più elevate. Una gran parte delle Foreste di Mount Macedon è compresa all'interno del Parco Regionale Macedone (Macedon Regional Park), gestito da Parks Victoria.
L'area fu devastata dagli Incendi del Mercoledì delle Ceneri del 1983, le foreste e i giardini sono da allora ricresciuti.

### Gobba di Cammello
L'area di Mount Macedon comprende altresì una seconda cima importante, la Gobba di Cammello, che si eleva a 1011 m d'altezza. Le rocce trachitiche vulcaniche del picco sono apprezzate dagli alpinisti e la montagna è diventata meta di rocciatori anche per la sua vicinanza a Melbourne.

### Giardini Privati

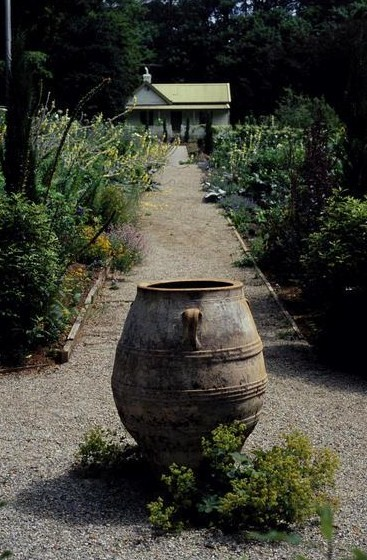
Un sentiero che conduce ad un cottage a Hascombe, Mount Macedon

L'Hascombe è un grande giardino di proprietà della società Linfox. Ha un giorno annuale di apertura in cui tutto l'incasso viene devoluto in beneficenza. Ha due giardinieri che lavorano tutti i 28 acri della proprietà. Possiede uno dei due soli abeti himalayani (Abies pindrow) di tutta l'Australia, essendo l'altro situato ad Adelaide. Si tratta della più elevata proprietà privata di Mount Macedon.
Al di là di Alton Road da Hascombe, si trova il giardino Alton. Vi sono stati girati film come Macbeth, soprattutto per la sua residenza storica circondata da un giardino all'inglese. Fu la casa di Thomas Nevill che visse qui dal 1814 al 1901. Frequentò la scuola primaria di Mount Macedon e divenne attore in molti film come quello sulla storia del paese.